# Весна (картина Боттичелли)
«Весна» (итал. La Primavera) — картина итальянского живописца периода кватроченто (раннего итальянского Возрождения) флорентийской школы Сандро Боттичелли. Написана темперой на дереве в 1482 году. Хранится в галерее Уффици, Флоренция. Картина, как и другие главные шедевры художника: «Рождение Венеры», «Паллада и Kентавр», «Мадонна Маньификат», «Поклонение волхвов», экспонируется в отдельном «Зале Боттичелли».

## История
Картина находилась в Палаццо ди Виа Ларга, затем в 1537 году она была перенесена на виллу ди Кастелло близ Флоренции. Из обнаруженной в 1975 году семейной описи имущества 1498 года выяснилось, что картина находилась в спальных покоях герцога Лоренцо ди Пьерфранческо Медичи (1463—1503), которого после смерти отца взял под своё покровительство его дядя Лоренцо Медичи Великолепный. Там картину Боттичелли рядом с «Рождением Венеры» видел в 1550 году Джорджо Вазари.
В той же комнате находились ещё две картины: «Паллада и кентавр» (1482—1483) Боттичелли и «Мадонна с Младенцем» неизвестного автора. Учитывая то обстоятельство, что 19 июля 1482 года дядя женил по политическим соображениям семнадцатилетнего Лоренцо ди Пьерфранческо на Семирамиде, представительнице знатной фамилии Аппиани, исследователи полагают, что картина была заказана Лоренцо Великолепным в качестве свадебного подарка племяннику. Такие подарки были в то время обычным явлением.
Название, под которым ныне известна эта картина, происходит из краткого описания Вазари. Он писал, что в Кастелло находятся «две картины с фигурами: одна из них — это рождающаяся Венера с ветерками и ветрами, помогающими ей вступить на землю вместе с амурами, другую же Венеру осыпают цветами Грации, возвещающие Весну» (Venere che le Grazie fioriscono, dinotando Primavera).
Часть исследователей придерживается версии, согласно которой картина представляет собой спинку летуччо (итал. lettuccio) — скамьи, объединявшей функции дивана и кресла и предназначавшейся для отдыха и чтения в дневное время. Размеры доски, на которой написана «Весна», соответствуют размерам летуччо.
В 1815 году картина уже находилась в «гардеробной Медичи» (Guardaroba mediceo), а в 1853 году была передана в Галерею Академии для изучения молодыми художниками, посещавшими занятия в Академии изящных искусств. При реорганизации флорентийских коллекций в 1919 году картина Боттичелли была передана в галерею Уффици. Таким образом, на протяжении около четырёхсот лет её мало кто видел, и лишь в начале XX века к ней пришли известность и слава. В 1982 году картина подверглась реставрации. Теперь — это один из главных шедевров галереи Уффици.

## Иконография
Традиционно основным литературным источником создания картины является поэзия Анджело Полициано, первого поэта кружка Лоренцо Медичи Великолепного. В поэме Полициано «Джостра» (итал. Giostra — Турнир), написанной в связи с поэтическим турниром 1475 года, рассказывается, как некий Юлий — намёк на имя Джулиано Медичи, черты которого угадываются в фигуре у левого (от зрителя) края картины, предводительствуемый Амуром, попадает в чудесный лес, где видит красавицу:

Она тогда сидела на траве
И весело гирлянду составляла
Из всех цветов, известных в естестве,
Чья живопись ей платье покрывала…
Вот, — подхватив подол, — уж на ногах:

Рука бела, а лоно всё в цветах
Для фигуры «Весны» в одежде, затканной весенними цветами Боттичелли использовал изображение нимфы с кампанского рельефа (из римского собрания маркиза Кампаны, ныне хранится в парижском Лувре). Рядом показана богиня Флора (богиня цветов, откуда происходит второе, менее известное название картины), убегающая от ветра Зефира. В центре композиции — фигура Венеры, что также связывают с фразой из поэмы Полициано: «Весной златая Венера радуется цветущим ветвям» (лат. Vere Venus gaudet florentibus aurea sertis).
По замечанию Эрвина Панофского «Весна» в картине Боттичелли выглядит беременной и ассоциируется с темой Благовещения, что было обычным сравнением для эстетов того времени. Составителями иконографической программы картины были члены кружка Медичи: Марсилио Фичино и Бруно Нальди.
В то же время в трактовке трёх фигур левой части картины заметно следование строкам «Фаст» древнеримского поэта Овидия (5:195—220):

Флорой зовусь, а была я Хлоридой…
Как-то весной на глаза я Зефиру попалась; ушла я,
Он полетел за мной: был он сильнее меня…
Все же насилье Зефир оправдал, меня сделав супругой,
И на свой брачный союз я никогда не ропщу.
Вечной я нежусь весной, весна — это лучшее время:
В зелени все дерева, вся зеленеет земля.
Сад плодовитый цветет на полях, мне в приданое данных…
Сад мой украсил супруг прекрасным цветочным убором,
Так мне сказав: «Навсегда будь ты богиней цветов!»
Но перечесть все цвета на цветах, рассеянных всюду,
Я никогда не могла: нет и числа их числу…
Следом Хариты идут, венки и гирлянды сплетая,

Чтобы в небесные ввить кудри и косы свои
Отсюда на картине появились Хлорида и Хариты.
Ещё один поэтический источник — поэма Лукреция «О природе вещей»:

Вот и Весна, и Венера идёт, и Венеры крылатый
Вестник грядёт впереди, и, Зефиру вослед, перед ними
Шествует Флора-мать и, цветы на путь рассыпая,
Красками всё наполняет и запахом сладким…
Ветры, богиня, бегут пред тобою; с твоим приближеньем
Тучи уходят с небес, земля-искусница пышный
Стелет цветочный ковёр, улыбаются волны морские,

И небосвода лазурь сияет разлившимся светом
Рождённые этими строками, на картине появились: Венера, Флора, Купидон («Венеры крылатый вестник») и Зефир.

## Композиция картины
На картине изображена поляна в апельсиновом саду («Сад плодовитый цветёт на полях»). Поляна усеяна цветами («земля-искусница пышный стелет цветочный ковёр»). Ботаники насчитали более пятисот видов цветов («нет и числа их числу»), относящихся к ста тридцати восьми видам растений, тщательно выписанных художником, возможно с использованием гербариев. Причём воспроизведены они с фотографической точностью, как например, немецкий ирис в правом нижнем углу картины. Несмотря на название «Весна», среди них много тех, что цветут летом, и даже зимой («Вечной я нежусь весной»).
Рассматривая персонажей картины справа налево, обнаруживается ритм 3-1-3-1. Три персонажа первой группы: бог западного ветра Зефир, рядом с которым деревья гнутся без плодов; Зефир преследует Хлориду, изображённую в момент превращения во Флору — у неё изо рта уже разлетаются цветы; и сама богиня цветов Флора, щедрой рукой разбрасывающая розы («цветы на путь рассыпая, Красками все наполняет и запахом сладким»). Чтобы подчеркнуть метаморфозу нимфы, Боттичелли показал, что одежды у Хлориды и Флоры развеваются в разные стороны.
Следующую, центральную группу образует в одиночестве Венера, богиня садов и любви. Её главенство художник подчёркивает не только центральным расположением, но и двумя ореолами из листьев мирта (атрибута Венеры) и просветов между кустом мирта и апельсиновыми деревьями. Просветы образуют арку, напоминающую многочисленные изображения Мадонны, в том числе и самого Боттичелли. Жест правой руки Венеры направлен к левой части картины. Над Венерой расположен путто (или Амур) с завязанными глазами, направляющий стрелу в среднюю Хариту.
Левее Венеры расположена группа из трёх Харит, которые танцуют, взявшись за руки. Согласно Гесиоду, это Аглая («Сияющая»), Ефросина («Благомыслящая») и Талия («Цветущая»). Средняя Харита (возможно, Ефросина) смотрит на Меркурия. Позы Харит напоминают позы дочерей Иофора с фрески Боттичелли «Сцены из жизни Моисея» в Сикстинской капелле.
Последнюю группу образует Меркурий с его атрибутами: шлемом, крылатыми сандалиями и кадуцеем. Боттичелли сделал его охранником сада, снабдив мечом. Меркурий с помощью кадуцея добивается того, что «Тучи уходят с небес». Все персонажи почти не касаются ногами земли, они как бы парят над ней.

## Интерпретации содержания
Существует огромное количество версий относительно интерпретации содержания картины. Поскольку это содержание многопланово, все интерпретации можно условно разделить на философские, мифологические, религиозные, исторические и экзотические.
Философские версии связаны с неоплатонизмом кружка Медичи. Источниками для Боттичелли являлись не просто Лукреций и Овидий, а философия Марсилио Фичино и поэзия Анджело Полициано, с которыми Боттичелли познакомился в Платоновской Академии на вилле в Кареджи. Кроме того, Фичино был наставником Лоренцо ди Пьерфранческо Медичи, сохранилось письмо Фичино к воспитаннику от 1481 года, где он рекомендует юноше рассматривать Венеру как аллегорию Гуманности (Humanitas).
Этой гипотезы придерживается Эрвин Панофский, считая, что Фичино составил изобразительную программу «Весны», а сама картина имеет воспитательное значение. В этом случае картина представляет аллегорию того, как под руководством Венеры, управляющей и земной и небесной любовью, деятельность человека поднимается от чувств (Зефир — Хлорида — Флора) через разум (три Грации) к философскому созерцанию (Меркурий). В пользу этой версии говорит то, что движение Зефира на картине направлено вниз, а движение Меркурия — вверх.
Различные мифологические версии трактуют изображённый сад на картине как сад Гесперид, в качестве источника рассматривают Апулея, и тогда вместо Венеры говорят о Исиде, вместо Меркурия — о Марсе.
Джованни Боккаччо в сочинениях «Генеалогия богов» и «О знаменитых женщинах» изложил собственную куртуазную версию античного сюжета: Флора — богатая римская куртизанка, оставила значительное состояние римскому народу и завещала чтить её память играми. Однако римский Сенат, для того чтобы люди забыли происхождение этих игр, распространил легенду о нимфе Флоре, вышедшей замуж за бога тёплого ветра Зефира, который сделал её властительницей цветов. В пересказе Полициано этот сюжет звучит так: Хлорида (греч. Χλωρίς — Зелёная) спасалась бегством от Зефира. Когда же он настиг нимфу, с её губ посыпались цветы и она превратилась в богиню цветов Флору. Именно этот момент изобразил художник.
Британско-австрийский теоретик искусства Эрнст Гомбрих в 1945 году опубликовал статью «Мифологии Боттичелли», в которой объяснял особенность переосмысления античных мифов в кружке Медичи. В частности, согласно теории контаминации (объединения), обособленное положение фигуры Меркурия в левой части картины (портрет Джулиано Медичи) олицетворяет человеческий разум, отделяющий себя от мира чувственных фантазий. Однако в картине Боттичелли мощно выражено именно чувственное начало. Центральный образ Венеры Природной (лат. Venus Genetrix), или, по определению М. Фичино (лат. Venus Humanitas), написан с прекрасной Симонетты Веспуччи, возлюбленной герцога Джулиано и самого художника. Шестнадцатилетнюю красавицу Симонетту, жену торговца из Генуи, прозвали во Флоренции «Звездой Генуи». Симонетта скоропостижно скончалась от чахотки, именно её изобразил Боттичелли в образе Венеры в «Аллегории Весны», как и в последующей большой картине «Рождение Венеры». По правую руку от Венеры-Симонетты изображены три Грации, или Оры (др.-греч. Ὥραι — времена́). Согласно мифу, они охраняют «небесные врата», взявшись за руки, они кружатся в хороводе, символизируя смену времён года. По толкованию Полициано, они олицетворяют Невинность, Красоту и Наслаждение.
Религиозные версии толкования картины основываются на том, что скрытый, символический план повествует о Мадонне, а Её сад представляет собой Hortus conclusus («Запертый сад» — символ чистоты и девственности). Правая часть картины в этом случае рассматривается как аллегория плотской любви, левая — как аллегория любви к ближнему, но высшая любовь в центре — любовь к Богу. Другая версия рассматривает картину как изображение трёх путешествий по земному Раю: вхождение в Мир, путешествие по Саду и исход на Небеса.
Исторические версии основаны на предположении, что Боттичелли на картине представил своих современников. Самый простой вариант — картина является предсвадебным наставлением невесте, в образе Меркурия изображён Лоренцо ди Пьерфранческо, а в качестве средней Хариты, смотрящей на него — невеста Семирамида Аппиани. Другие считают, что Меркурий — это сам Лоренцо Великолепный, а среди остальных персонажей находят его любовниц. Третьи рассматривают картину как аллегорию расцвета Флоренции под руководством Лоренцо Великолепного после ликвидации последствий заговора Пацци.
Существуют экзотические версии, в которых игнорируются все литературные и исторические источники. Их сторонники считают, что в картине зашифровано некое послание. Например, восемь персонажей картины рассматриваются как ноты: Зефир соответствует ноте «до», Хлорида — «ре», и так далее, а Меркурий — опять «до», но на октаву выше. Другая версия построена на традиционной игре слов: Флора (Цветок) — Флоренция (Цветущая), в этом случае каждый персонаж — обозначает один из процветающих городов Тосканы.

## Детали картины
- Меркурий
- Венера
- Три Хариты
- Флора
- Нимфа Хлорида и Зефир

Список флорентиек, возлюбленных братьев Медичи, предположительно изображенных на картине
- Симонетта Веспуччи
- Фьоретта Горини
- Лукреция Донати